# Министерство обороны Афганистана
Министерство обороны Афганистана (дари  وزارت دفاع ملی افغانستان 
 пушту د افغانستان ملی دفاع وزارت‎) являлось органом центрального правительства Афганистана, контролирующее всю военную мощь Афганистана. С 2012 по 2021 годы её возглавлял Бисмилла Хан. Захир Азими являлся генерал-майором и представителем Министерства обороны. С конца 2001 по 2004 год, Мохаммед Фахим служил министром обороны, но был уволен по обвинению в незаконно занимаемой земле в Кабуле. За тот же период, Абдул Рахим Вардак был заместителем министра. 23 декабря 2004 года президент Хамид Карзай назначил Вардака, бывшего моджахеда, который также получил некоторую военную подготовку в Соединённых Штатах, в качестве нового министра обороны.
Одной из основных функций Министерства обороны являлось разоружение боевиков и полевых командиров. Боевики объединились с бывшими полевыми командирами и военнослужащими после падения правительства Наджибуллы в 1992 году. Боевики Талибана неоднократно нападали на чиновников министерства.
9 июня 2003 года Организация Объединённых Наций призвала афганское правительство предпринять решительные шаги по лучшему отражению афганской национальной армией и министерством обороны этнические чистки. 15 августа 2021 года министерство, наравне с остальными правительственными организациями, пало и перешло по власть Талибана.

## Список министров обороны
| Имя                        | Начало полномочий | Конец полномочий |
| -------------------------- | ----------------- | ---------------- |
| Сайид Хусейн               | январь 1929       | март 1929        |
| Пурдил Хан                 | март 1929         | октябрь 1929     |
| Шах Махмуд Хан             | 1929              | 1946             |
| Мухаммед Дауд              | 1946              | 1948             |
| Абдул Карим Мустагни       | 1973              | 7 ноября 1977    |
| Гулам Хайдар Расули        | 7 ноября 1977     | 28 апреля 1978   |
| Абдул Кадыр                | 1 мая 1978        | 17 августа 1978  |
| Мохаммад Аслам Ватаджар    | 1 апреля 1979     | 28 июля 1979     |
| Хафизулла Амин             | 28 июля 1979      | 27 декабря 1979  |
| Мохаммед Рафи              | январь 1980       | 23 сентября 1982 |
| Абдул Кадыр                | 23 сентября 1982  | 4 декабря 1984   |
| Назар Мохаммад             | 4 декабря 1984    | 5 декабря 1986   |
| Мохаммед Рафи              | 5 декабря 1986    | май 1988         |
| Шахнаваз Танай             | май 1988          | 6 марта 1990     |
| Мохаммад Аслам Ватаджар    | 6 марта 1990      | 28 апреля 1992   |
| Ахмад Шах Масуд            | 28 апреля 1992    | 9 сентября 2001  |
| Саадула Попалзай (Талибан) | 27 сентября 1996  | апреля 1997      |
| Обайдулла Ахунд (Талибан)  | апрель 1997       | 9 сентября 2001  |
| Мохаммад Фахим             | 9 сентября 2001   | 23 декабря 2004  |
| Абдул Рахим Вардак         | 23 декабря 2004   | 7 августа 2012   |
| Бисмилла Хан Мохаммади     | 15 сентября 2012  | 24 мая 2015      |
| Мохаммад Масум Станекзай   | 24 мая 2015       | 20 июня 2016     |
| Абдулла Хабиби             | 20 июня 2016      | 24 апреля 2017   |
| Тарик Шах Бахрами          | 24 апреля 2017    | 23 декабря 2018  |
| Асадулла Халид             | 23 декабря 2018   | 19 марта 2021    |
| Ясин Зия                   | 19 марта 2021     | 19 июня 2021     |
| Бисмилла Хан Мохаммади     | 19 июня 2021      | 15 августа 2021  |
| Абдул Каюм Закир           | 24 августа 2021   | 7 сентября 2021  |
| Мохаммад Якуб              | с 7 сентября 2021 |                  |